# Mitraceras
Mitraceras is een geslacht van hooiwagens uit de familie Samoidae.
De wetenschappelijke naam Mitraceras is voor het eerst geldig gepubliceerd door Loman in 1902. 

## Soorten
Mitraceras omvat de volgende 2 soorten:
- Mitraceras crassipalpum
- Mitraceras pulchra